# شلخوف
شهر شلخوف (به روسی: Шелехов) در کشور روسیه و در اوبلاست ایرکوتسک واقع شده‌است.